# Ava Max
Amanda Ava Koçi (narozená Amanda Koçi; * 16. února 1994 Milwaukee, Wisconsin, USA), profesionálně známá pod uměleckým jménem Ava Max, je americká zpěvačka a textařka albánského původu. Ava Max se soustředí na tvorbu klasického tanečního popu se silnými motivujícími texty. Jejími nejznámějšími hity jsou singly „Sweet but Psycho“ a „Kings & Queens“. Její debutové album Heaven & Hell vyšlo 18. září 2020 a stalo se platinovým.

## Životopis a dětství
Amanda Ava Koçi se narodila v Milwaukee ve státě Wisconsin albánským přistěhovalcům (otec Pavllo pocházel z Qeparo a matka Andrea ze Serandy), kteří se zde usadili v roce 1991. Její rodiče nejprve přesídlili do Francie, kde žili pod Červeným křížem v Paříži s jejím tehdy šestiletým bratrem. Nakonec odešli do USA - neuměli dobře anglicky, neměli dost prostředků, tvrdě pracovali až ve třech zaměstnáních a Ava tak vyrůstala hlavně s babičkou. Rodina se hodně stěhovala, od osmi let vyrůstala ve Virginii, kde si její rodina nakonec postavila vysněný dům v Chesapeake.
V její rodině byla hudba zakořeněná - otec hrál na klavír, matka byla operní pěvkyně, strýcové v hráli v hudebních kapelách. Ava zpívala už od svých osmi let, ještě před střední školou se úspěšně zúčastnila několika pěveckých soutěží (například soutěž Radio Disney). Už ve 13 letech začala psát písně a přišla na svět se svou přezdívkou Ava.
Její rodiče viděli její potenciál, a tak se v roce 2008 přestěhovali v jejích 14 letech do Los Angeles. Vytvořila k tomu i své první EP pod jménem Amanda Kay, se kterým obcházela město. Nikdo s ní však v takhle nízkém věku nechtěl podepsat smlouvu, z Los Angeles tak rodina odešla do Jižní Karolíny. Ava pak studovala na Lexington High School, kde zažívala šikanu ze strany místních roztleskávaček. Do Los Angeles se vrátila až v 17 letech se svým bratrem Denisem, aby znovu zkusila své štěstí.
Mezi její hudební vzory patří například Whitney Houston, Mariah Carey, Madonna a také Christina Aguilera. Důležitým životním vzorem je ale také její matka, o které sama mluví jako o ženě, která je silná a nenechá si nic líbit. Matku zmiňuje jako zdroj velké opory v kariéře s odůvodněním, že ona sama se kvůli emigraci musela vzdát svého hudebního snu a Ava jí tak přinesla možnost jeho přenesené realizace.
Její ikonický asymetrický účes zvaný Max Cut byl původně nehodou, která se jí nakonec zalíbila. Stříhala si vlasy při pečení sušenek a s nůžkami se zastavila v půli práce, aby sušenky nespálila. Po opětovném zhlédnutí výsledku se rozhodla účes si ponechat. Ava trpí mírnou intolerancí k lepku.

## Hudební kariéra

### 2013–2017: začátky kariéry
V květnu 2013 vydala ještě pod krátkým jménem Ava svou první píseň „Take Away the Pain“. Snažila se prosadit roky s demo verzemi písní, ale byla odmítána. Pak se v roce 2014 setkala se známým svého staršího bratra kanadským producentem Cirkutem na jeho oslavě narozenin. Shodou náhod hledali někoho, kdo by zazpíval píseň "Happy Birthday", což nakonec udělala právě Ava. Cirkut, který dříve spolupracoval s hvězdami jako Rihanna, Katy Perry nebo Miley Cyrus, jí na základě toho navrhl spolupráci. Nakonec spolu navázali i romantický vztah a napsali spoustu písní.
Až v červenci 2016 vydali na platformě SoundCloud společnou píseň „Anyone But You“. V jejím intru zní opěrní hlas matky Avy. Píseň získala pozornost různých nahrávacích společností (Atlantic, Capitol, Columbia), které ji kontaktovaly prostřednictvím e-mailu, což ji nakonec vedlo k podepsání smlouvy se společností Atlantic Records. Ava pak doplnila svou přezdívku o druhé jméno Max a dala tak vznik svému pseudonymu. V roce 2017 pak vyšel singl ve spolupráci s Le Youth s názvem „Clap Your Hands“.

### 2018–současnost: průlom v kariéře a debutové album

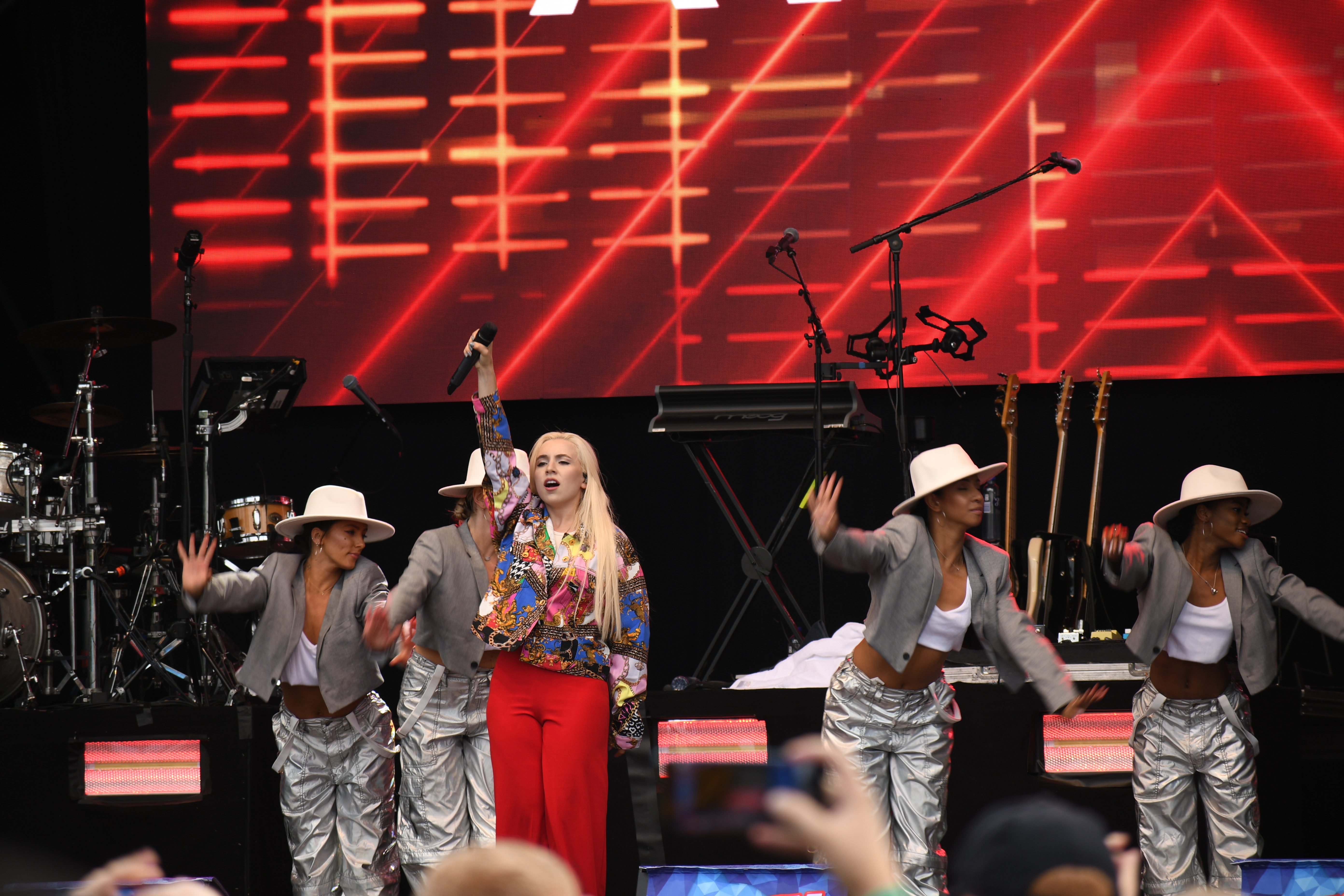
Ava Max v roce 2019 na festivalu v Göteborgu.

Během roku 2018 spolupracovala s interprety jako Jason Derulo a David Guetta, kromě toho vydala i několik výhradně vlastních singlů. Vydala první píseň pod Atlantic Records s názvem „My Way“ a krátce na to vyšla píseň „Salt“. Vydala i předělávku slavného singlu od skupiny Aqua „Not Your Barbie Girl“, která odrážela její nepovedené vztahy, které zažívala v Los Angeles.
Ve stejném roce vyšla píseň „Sweet but Psycho“ - ta se pro Avu stala průlomem v kariéře. Dostala se na první místa v žebříčcích hitparád ve více než 22 zemích, umístila se v první desítce Billboard Hot 100 a dosáhla více než miliardy streamů. To navzdory tomu, že za sebou neměla žádnou marketingovou podporu.
Během roku 2019 vydala několik singlů, nejvíc význačné „So Am I“ a „Torn“. Vyhrála cenu Best Push Act v rámci MTV Europe Music Awards v roce 2019. Spolupracovala s norským DJ a producentem Alanem Walkerem na písni „Alone, Pt. II“, která vyšla 27. prosince 2019.
Další velký úspěch bylo 12. března 2020 vydání pilotního singlu k debutovému albu s názvem „Kings & Queens“. Skladba se úspěšně umístila na 13. místě hitparády Billboard Hot 100. Další singl ze svého debutového alba „Who's Laughing Now?“ vydala 30. července 2020. Debutové album Heaven & Hell vyšlo v září 2020 a jeho vydání oslavila gamerskou párty na platformě Roblox. V listopadu pak vydala úspěšný singl „My Head & My Heart“ inspirovaný singlem od ATC z roku 1999.
Během roku 2021 předskakovala na koncertech kapely Maroon 5. Spolu s DJ Tiësto vydala v listopadu roku 2021 úspěšný singl „The Motto“. 8. června 2021 vydala singl „EveryTime I Cry“ jako vyplnění mezery mezi vydáním dalšího alba.  Novému albu předcházely v roce 2022 singly „Maybe You’re the Problem“ a „Weapons“.
Druhé album Diamonds & Dancefloors inspirované jejím náročným rozchodem pak vydala v lednu roku 2023. Snažila se tak svůj smutek přetvořit nikoli v balady, ale primárně v taneční popové melodie, které stejně jako její předchozí album produkoval její již dlouholetý známý Cirkut.

## Diskografie

#### Studiová alba:
- Heaven & Hell (2020)
- Diamonds & Dancefloors (2023)
- Don't Click Play (2025)